# Jean Meslier

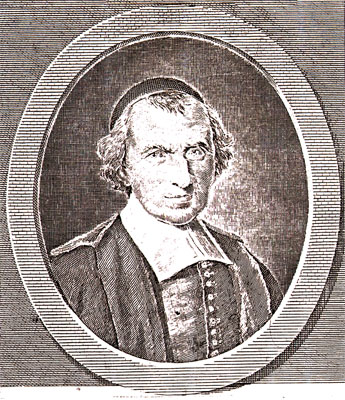
Jean Meslier

Jean Meslier (uneori scris și Mellier, n. 15 iunie 1664, Mazerny, Champagne-Ardenne, Franța – d. 17 iunie 1729, Étrépigny, Champagne-Ardenne, Franța) a fost un abate catolic, cunoscut pentru faptul că a lăsat o carte-eseu în care susține ateismul.
A învățat latina în 1678 de la un preot din regiunea natală, apoi se înscrie la un seminar teologic.
A fost hirotonit diacon și apoi preot, iar pe 7 ianuarie 1689 a devenit paroh la Étrépigny, o localitate învecinată din Ardeni.
A trăit modest, ajutând financiar pe cei săraci.
După moartea sa, a fost găsit un manuscris (Testamentul) în care descria religia ca fiind ceva inutil și iluzoriu.
Caracterul ateu al acestei scrieri era confirmat și de susținerea ideii inexistenței sufletului sau a liberului arbitru.
Ideile prezentate de Meslier în acel manuscris sunt menționate și de Voltaire și de baronul d'Holbach.